# Cryptoforis
Genre
Cryptoforis est un genre d'araignées mygalomorphes de la famille des Idiopidae.

## Distribution
Les espèces de ce genre sont endémiques d'Australie.

## Liste des espèces
Selon World Spider Catalog (version 22.0, 22/05/2021) :
- Cryptoforis absona Wilson, Raven & Rix, 2021
- Cryptoforis arenaria Wilson, Raven & Rix, 2021
- Cryptoforis cairncross Wilson, Raven & Rix, 2021
- Cryptoforis cassisi Wilson, Raven & Rix, 2021
- Cryptoforis celata Wilson, Raven & Rix, 2021
- Cryptoforis cooloola Wilson, Raven & Rix, 2021
- Cryptoforis fallax Wilson, Raven & Rix, 2021
- Cryptoforis grayi Wilson, Raven & Rix, 2021
- Cryptoforis hickmani Wilson, Raven & Rix, 2021
- Cryptoforis hughesae Wilson, Rix & Raven, 2020
- Cryptoforis mainae Wilson, Raven & Rix, 2021
- Cryptoforis montana Wilson, Raven & Rix, 2021
- Cryptoforis monteithi Wilson, Raven & Rix, 2021
- Cryptoforis tasmanica (Hickman, 1928)
- Cryptoforis victoriensis (Main, 1995)
- Cryptoforis woondum Wilson, Raven & Rix, 2021
- Cryptoforis xenophila Wilson, Raven & Rix, 2021
- Cryptoforis zophera Wilson, Raven & Rix, 2021

## Publication originale
- Wilson, Raven, Schmidt, Hughes & Rix, 2020 : « Total-evidence analysis of an undescribed fauna: resolving the evolution and classification of Australia’s golden trapdoor spiders (Idiopidae: Arbanitinae: Euoplini). » Cladistics, vol. 36, no 6, p. 543-568.